# Рахмановка (Пензенская область)
Рахмановка — село в Вадинском районе Пензенской области России. В дореволюционные годы иногда называлось Рахманкой. Административный центр Рахмановского сельсовета. 

## География
Село находится в северо-западной части Пензенской области, в пределах восточной окраины Окско-Донской низменности, в лесостепной зоне, на берегах ручья Тюрьев (приток реки Вад), на расстоянии примерно 8 километров (по прямой) к юго-юго-западу (SSW) от села Вадинска, административного центра района. Абсолютная высота — 182 метра над уровнем моря.
Климат
Климат характеризуется как умеренно континентальный. Средняя температура воздуха самого холодного месяца (января) составляет −11,5 °C (абсолютный минимум — −44 °С); самого тёплого месяца (июля) — 19,5 °C (абсолютный максимум — 38 °С). Продолжительность безморозного периода составляет 133 дня. Годовое количество атмосферных осадков — 467 мм. Снежный покров держится в среднем 141 день.

## История
Основано в середине XVII века конными казаками — служилыми татарами Керенской оборонительной линии. В 1721 году сельцо Архангельское, Рахманка тож, было во владении у пятидесятника Павла Маркова и у людей, служивших в его полусотне. 
В XVIII веке население деревни составляли государственные крестьяне. Имелась церковь Михаила Архангела. С 1780 года в составе Керенского уезда. В 1806 году в Рахмановке проживала 471 окладная душа однодворцев. С середины XIX являлось волостным центром. В 1869 году построена новая каменная Михаило-Архангельская церковь, при ней была также возведена каменная часовня. В вышедшем на рубеже XIX-XX вв. ЭСБЭ село числится как Рахманка.
По состоянию на 1911 г. в Рахман[ов]ке имелись: одно крестьянское общество, 556 дворов, церковь, земская школа, медицинский пункт, 16 ветряных мельниц, 2 шерсточесалки, 4 овчинных заведения, 3 кузницы и 15 лавок. Население села того периода составляло 3604 человека. 
По данным 1955 года в селе располагалась центральная усадьба колхоза имени Сталина.

## Население
| 1806  | 1864  | 1877  | 1897  | 1911  | 1926  | 1930  |
| ----- | ----- | ----- | ----- | ----- | ----- | ----- |
| 942   | ↗2257 | ↗2433 | ↗3165 | ↗3604 | ↘3254 | ↗3327 |
| 1939  | 1959  | 1970  | 1989  | 1998  | 2002  | 2010  |
| ↘1822 | ↘1745 | ↘969  | ↘905  | ↘801  | ↘687  | ↘529  |

Половой состав
По данным Всероссийской переписи населения 2010 года в гендерной структуре населения мужчины составляли 45,4 %, женщины — соответственно 54,6 %.
Национальный состав
Согласно результатам переписи 2002 года, в национальной структуре населения русские составляли 99 % из 687 чел.

## Инфраструктура
Действуют средняя школа (филиал СОШ с. Вадинск), фельдшерско-акушерский пункт, дом культуры, библиотека, магазин и АТС.

## Улицы
Уличная сеть села состоит из пятнадцати улиц.